# Onuphis socia
Onuphis socia är en ringmaskart som beskrevs av Chamberlin 1919. Onuphis socia ingår i släktet Onuphis och familjen Onuphidae. Inga underarter finns listade i Catalogue of Life.